# 南灣 (杜默島)
南灣（英語：South Bay），是南極洲的海灣，位於杜默島西南岸，處於肯普角和皮角之間，長2.8公里、寬1.7公里，由英國探險隊繪入地圖，現時由南極條約體系管理。